# Villaseca de Henares
Villaseca de Henares es un municipio y localidad española de la provincia de Guadalajara, en la comunidad autónoma de Castilla-La Mancha. El término municipal tiene una población de 29 habitantes (INE 2024).

## Historia
Hacia mediados del siglo XIX, el lugar tenía contabilizada una población de 200 habitantes. La localidad aparece descrita en el decimosexto volumen del Diccionario geográfico-estadístico-histórico de España y sus posesiones de Ultramar de Pascual Madoz de la siguiente manera:

VILLASECA: v. con ayunt. en la prov. de Guadalajara (7 leg.), part. jud. y dióc. de Sigüenza (4), aud. terr. de Madrid (17), c. g. de Castilla la Nueva. sit. en alto con buena ventilacion y clima templado y sano: tiene 70 casas, la consistorial que sirve de cárcel, una posada, escuela de instruccion primaria, á cargo de un maestro, sin mas dotacion que las retribuciones de los discípulos; una igl. parr. (San Blas obispo) matriz de la de Matillas: confina el térm. con los de Baides, Castejon, Mandayona, Matillas y Cendejas; dentro de él se encuentran varias fuentes, á una de las cuales conduce un paseo arbolado: el terreno fertilizado por los r. Henares y Salado, es de buena calidad; comprende un monte encinar y otro robledar. caminos: los locales de herradura en buen estado. correo: se recibe y despacha en Jadraque. prod.: cereales, legumbres, uva, cáñamo, hortalizas, leñas y buenos pastos, con los que se mantiene ganado lanar, vacuno, mular y de cerda; hay caza de liebres, conejos y perdices, y abundante pesca de truchas y barbos. ind.: la agrícola y 2 molinos harineros. comercio: esportacion del sobrante de frutos, ganado y lana, é importacion de los art. que faltan. pobl.: 51 vec., 200 alm. cap. prod.: 12.075,000 rs. imp.: 72,450. contr.: 3,955.
(Madoz, 1850, p. 283)

## Demografía
Villaseca de Henares cuenta con una población de 29 habitantes (INE 2024).
| Gráfica de evolución demográfica de Villaseca de Henares entre 1842 y 2021 |
| |
| Población de derecho según los censos de población del INE Población de hecho según los censos de población del INEEntre el censo de 1857 y el anterior, crece el término del municipio porque incorpora a Matillas Entre el censo de 1960 y el anterior, disminuye el término del municipio porque independiza a Matillas |

| 62            | 82 | 66 | 58 | 33 | 33 |
| (Fuente: INE) |    |    |    |    |    |

## Fiestas
Sus fiestas se celebran en agosto y en febrero el fin de semana más cercano al 3 de febrero, día de su patrón San Blas.